# اتفاق القاهرة 2017
اتفاق فتح-حماس لعام 2017 هو اتفاق مصالحة تم التوقيع عليه بين فتح وحماس في 12 أكتوبر 2017. وقد تم التوصل إلى اتفاق بوساطة مصرية، وتم التوقيع عليه في القاهرة. ووقع الاتفاق زعيم وفد فتح عزام الأحمد، ونائب رئيس المكتب السياسي لحركة حماس صالح العاروري.
اعتبارا من يناير 2018، فشلت الأطراف في تنفيذ الاتفاق، بحجة تفسير تفاصيله والمواعيد النهائية المفقودة التي حددها. والمسألة الأكثر إثارة للخلاف بين حماس وفتح هي مستقبل أسلحة الجماعات في غزة. وقالت حماس انها لن تقبل أي مجموعة تتنازل عن أسلحتها. وفي الوقت نفسه قال رئيس السلطة الفلسطينية ورئيس حركة فتح محمود عباس أنه سيوافق فقط على سيناريو تسيطر فيه قوات الأمن الفلسطينية على جميع الأسلحة في غزة.
وفي أوائل مارس 2018، كان من المقرر أن يصل وفد أمني مصري إلى غزة لمتابعة جهود المصالحة المتوقفة. كان من المقرر أن تسلم حماس السيطرة على غزة بحلول 1 ديسمبر 2017. وقد طلبت كل من حماس وفتح من مصر أن يتم تأجيل تسلم السلطة إلى 10 ديسمبر.

## التفاصيل
وينص الاتفاق على أن تمنح حماس فتح السيطرة المدنية الكاملة على قطاع غزة، وفي مقابل تخفيف الحصار الاقتصادي عن غزة.
وتنشأ هذه الاتفاقية لأنه في الأشهر القليلة الماضية تعرضت حماس لضغوط شديدة من السلطة الوطنية الفلسطينية. وتشمل الإجراءات العقابية خفض رواتب موظفي السلطة الذين يعيشون في غزة وتقليص إمدادات الكهرباء لقطاع غزة الذي يعاني بالفعل من أزمة كهرباء بسبب الحصار المصري والإسرائيلي.
وينص الاتفاق على أن تجرى الانتخابات التشريعية والرئاسية وانتخابات المجلس الوطني المعطل منذ 1996 في غضون عام واحد من توقيعها. وسترى الاتفاقية أيضاً أن كلا من حماس وفتح تشكل حكومة مؤقتة قبل الانتخابات.
وبموجب الاتفاق سيتم وضع ثلاثة آلاف ضابط شرطة بالسلطة الفلسطينية في قطاع غزة. وقال رئيس وفد السلطة الفلسطينية عزام الأحمد إنه سيتم تشغيل معبر رفح الحدودي بين مصر وغزة من قبل الحرس الرئاسي لرئيس السلطة الفلسطينية محمود عباس بحلول 1 نوفمبر 2017.